# Batrachomoeus rubricephalus
Batrachomoeus rubricephalus är en fiskart som beskrevs av Hutchins, 1976. Batrachomoeus rubricephalus ingår i släktet Batrachomoeus och familjen paddfiskar. Inga underarter finns listade.